# 歌っていいだろう
『歌っていいだろう』（うたっていいだろう）は2015年10月8日から2020年12月28日までBS朝日で放送されていた音楽番組・トーク番組・バラエティ番組であり、加山雄三がホスト役の番組である。

## 概要
歌手で俳優の加山雄三と、スチャダラパー・Boseとのコンビにより、毎回一組の歌手をゲストに迎え送る音楽トーク番組であった。
ゲストの歌とともに、名曲の誕生秘話などを語り尽くす番組であり、ゲスト一組出演回の他『若大将フェスティバル』など、コラボイベント特集の回も存在した。
加山にとっては、地上波での放送を終了したばかりの『若大将のゆうゆう散歩』（テレビ朝日、2012年5月 - 2015年9月）の散歩人降板後初レギュラーMC番組であり、BSにおいては『アトリエde加山』（BSフジ、2012年4月 - 2013年3月）以来2年半ぶりのレギュラー番組となった。
番組開始当初は木曜23時台で放送していたが、その後、水曜23時台を経て、2020年4月より月曜23時台へ移動した。

### 加山の休養と突然の番組終了
2020年8月の加山の急病の影響（詳しくはこちらを参照）で番組収録がストップし、体調の回復後もリハビリに専念することから、同年12月28日放送を以て一旦放送休止。2021年以降も放送再開できず無期限の放送休止状態となった。このため、休止前最後の放送枠だった月曜23時台はその後幾度か改編され（例として、2021年10月 - 2022年3月は『迷宮グルメ 異郷の駅前食堂』が同枠に移動していた）、2025年現在は『ラグビーウィークリー』（23:00-23:24）を放送、後続の23:24-23:54枠は単発番組枠となっている。
2022年6月に加山が年内を以て歌手活動から引退することを発表した後も公式サイトは更新されていなかったが、番組自体も放送再開せずサイトはそのまま閉鎖され、最終的には番組終了と認める形となり、番組は5年3か月にわたる歴史に幕を下ろした。

## 放送時間の変遷
- 2015年10月～2017年3月 - 毎週木曜日 23:00 - 23:30
- 2017年4月～2020年3月 - 毎週水曜日 23:00 - 23:30
- 2020年4月～12月 - 毎週月曜日 23:00 - 23:30

## ゲスト
- 秋川雅史
- 石井竜也
- 泉谷しげる
- 稲垣潤一
- 井上順 - 第1・2回に出演
- 宇崎竜童
- 小椋佳
- 押尾コータロー
- 加藤登紀子
- 研ナオコ
- ゴダイゴ
- さだまさし
- Chage
- 中村雅俊
- 南こうせつ
- 森山良子
- 渡辺美里

ほか